# 다이앤 크레이그
다이앤 크레이그(Diane Craig, 1949년 6월 9일 ~ )는 오스트레일리아의 배우이다.
북아일랜드에서 태어났다.

## 출연 작품
- 마티의 생일파티 (2005년)
- Never Tell Me Never (1998)
- 트레블링 맨 (1987년)
- 명예로운 전장 (1982년)
- 네드 켈리 (1970년)

### 텔레비전
- 프리즈너 (1980-85, Prisoner) - 재키 놀런 역
- 홈 앤 어웨이 (1995) - 테리사 린치 역
- 올 세인츠 (1999, 2001)